# Инфликсимаб
Инфликсимаб — медицинский препарат, моноклональные антитела к ФНО-α. Специфический иммуносупрессивный препарат, селективно подавляющий аутоиммунные реакции за счёт специфического связывания с одним из иммунных цитокинов — так называемым «фактором некроза опухоли типа альфа», ФНО-α. Известен под торговой маркой Remicade.
Инфликсимаб представляет собой искусственно синтезированные антитела. Первоначальные антитела были выделены в организме мышей, однако у человека белки мыши вызывают иммунный ответ, поэтому для применения на людях общие домены в генах антител мыши были заменены аналогичными доменами человека. Поскольку генетический код полученных антител представляет собой комбинацию ДНК мыши и человека, они называются «химерное моноклональное антитело».
Инфликсимаб разработан в 1993 году в New York University School of Medicine
Биоаналоги:  2016 - infliximab-dyyb (Inflectra), 2017 - infliximab-abda (Renflexis) и infliximab-qbtx (Ixifi), 2019 - infliximab-axxq (Avsola).
Инфликсимаб входит в перечень ЖНВЛП.

## Фармакологическое действие
Обладает высоким аффинитетом к фактору некроза опухоли (ФНО-α), который представляет собой цитокин с широким спектром биологического действия, является также посредником воспалительного ответа и участвует в процессах модуляции иммунной системы. Очевидно[кому?], что ФНО-α играет роль в развитии аутоиммунных и воспалительных заболеваний. Инфликсимаб быстро связывается и образует устойчивое соединение с обеими формами (растворимой и трансмембранной) человеческого ФНО-α, при этом происходит снижение функциональной активности ФНО-α.
Специфичность инфликсимаба по отношению к ФНО-α подтверждена его неспособностью нейтрализовать цитотоксический эффект лимфотоксина альфа (ЛТа или ФНОb) — цитокина, взаимодействующего с теми же рецепторами, что и ФНО-α.

## Показания
Ревматоидный или псориатический артрит в активной форме у пациентов 18 лет и старше (в комбинации с метотрексатом) при неэффективности проводившейся ранее терапии, включая лечение метотрексатом.
Болезнь Крона в активной форме тяжёлой степени (в том числе с образованием свищей) у пациентов 18 лет и старше, не поддающаяся стандартной терапии, включая кортикостероиды и/или иммунодепрессанты.

## Режим дозирования
Вводят в/в. Разовая доза — 3-5 мг/кг. У больных ревматоидным артритом и псориатическим артритом 7-10 мг/кг. Частота и длительность применения устанавливаются индивидуально, в зависимости от показаний и схемы проводимой терапии.

## Побочное действие
Со стороны ЦНС: часто — головная боль, головокружение, чувство усталости; редко — депрессия, психоз, беспокойство, амнезия, апатия, нервозность, сонливость.
Со стороны пищеварительной системы: часто — тошнота, диарея, боли в животе, диспепсия; редко — запор, гастроэзофагеальный рефлюкс, хейлит, дивертикулит, нарушение функции печени, холецистит.
Со стороны системы кроветворения: редко — анемия, лейкопения, лимфаденопатия, лимфоцитоз, лимфопения, нейтропения, тромбоцитопения.
Со стороны сердечно-сосудистой системы: часто — приливы, боль в груди; редко — артериальная гипертензия, артериальная гипотензия, обморок, тромбофлебит, брадикардия, сердцебиение, спазм сосудов, цианоз, нарушение периферического кровообращения, аритмия, отёки.
Со стороны дыхательной системы: часто — одышка, вирусная инфекция (грипп, герпес), лихорадка, инфекции верхних отделов дыхательных путей, бронхиты, пневмонии; редко — бронхоспазм, плеврит, отёк лёгких.
Со стороны органа зрения: редко — конъюнктивит, кератоконъюнктивит, эндофтальмит.
Со стороны мочевыводящих путей: редко — инфекции мочевыводящих путей, пиелонефрит.
Со стороны свёртывающей системы крови: редко — экхимоз/гематома, петехии, носовое кровотечение.
Дерматологические реакции: часто — сыпь, кожная сыпь, зуд, уртикарии, потливость, сухость кожи; редко — грибковый дерматит (онихомикоз, экзема), себорея, рожа, бородавки, фурункулёз, периорбитальный отёк, гиперкератоз, нарушение пигментации кожи, алопеция, буллёзная сыпь.
Аллергические реакции: образование аутоантител, волчаночный синдром, кожные реакции.
Прочие: часто — лихорадка; редко — абсцессы, целлюлиты, сепсис, бактериальная и грибковая инфекции, миалгия, артралгия, вагинит, инфузионный синдром, реакция в месте инъекции.

## Противопоказания
Тяжёлый инфекционный процесс (в том числе абсцесс, сепсис, туберкулёз, оппортунистические инфекции), повышенная чувствительность к инфликсимабу и другим мышиным белкам.

## Беременность и лактация
Инфликсимаб не рекомендуется применять при беременности, поскольку он может влиять на развитие иммунной системы плода. Женщины детородного возраста в период лечения и в течение по крайней мере 6 мес после его окончания должны использовать надёжные методы контрацепции. Неизвестно, выделяется ли инфликсимаб с грудным молоком у человека. При необходимости применения в период лактации грудное вскармливание следует прекратить. Возобновление грудного вскармливания разрешается не ранее, чем через 6 мес после окончания лечения.

## Особые указания
При применении инфликсимаба возможно развитие острых аллергических реакций и аллергических реакций замедленного типа.
У некоторых больных возможно образование антител к инфликсимабу, которые в редких случаях вызывают развитие тяжёлых аллергических реакций. При отсутствии толерантности к метотрексату или к другим иммунодепрессантам нестероидной структуры (например, азатиоприну, 6-меркаптопурину) и прерывании их приёма до или в течение применения инфликсимаба повышается риск образования этих антител.
Реакции повышенной чувствительности замедленного типа наблюдались с высокой частотой (25 %) при болезни Крона после назначения повторного лечения через 2-4 ч после первичного.
Поскольку выведение инфликсимаба происходит в течение 6 мес, больной в течение этого периода должен находиться под наблюдением врача для своевременного выявления признаков инфекционного процесса. Применение инфликсимаба следует прекратить в случае развития тяжёлой инфекции или сепсиса.
При подозрении на активный туберкулёзный процесс лечение следует прекратить, пока не будет установлен диагноз и проведено соответствующее лечение.
До начала терапии инфликсимабом пациентов следует тщательно обследовать на предмет выявления как активного, так и латентного туберкулёзного процесса. Следует учитывать, что у тяжёлых больных и больных с иммуносупрессией может быть получена ложно-отрицательная туберкулиновая проба. При выявлении латентного туберкулёза необходимо принять меры, чтобы не допустить активизации процесса, а также следует оценить соотношение предполагаемой пользы и потенциального риска применения инфликсимаба у этой категории пациентов.
При появлении в период лечения симптомов, напоминающих волчаночный синдром (стойкая сыпь, лихорадка, боль в суставах, утомляемость), и при этом будут определяться антитела к ДНК, инфликсимаб следует отменить.
Эффективность и безопасность применения инфликсимаба у больных пожилого возраста, а также у пациентов с заболеваниями печени и почек не установлена.
Безопасность и эффективность применения инфликсимаба у детей и подростков в возрасте до 17 лет с ревматоидным артритом или болезнью Крона, не изучены. До получения соответствующих данных следует избегать применения у этой категории пациентов.

## Лекарственное взаимодействие
У пациентов с ревматоидным артритом одновременное применение метотрексата снижает образование антител к инфликсимабу и повышает концентрацию последнего в плазме.